# Семиродники
Семиродники — деревня в составе Земляничненского сельского поселения Барышского района Ульяновской области. 

## География
Находится на расстоянии 3 км на юго-запад по прямой от районного центра города Барыш.

## История
Во время НЭПа в 1921 году десяти семьям из села Жадовка, для освоения и проживания, были выделены участки земли. Место стало называться Жадовские выселки, в дальнейшем образовалась деревня Семи-Родники (по количеству родников).
В 1940 году деревня насчитывала 82 дома, имелось два магазина, начальная школа. 
В 1996 году в деревне было учтено 10 жителей. В 1990-е годы работал СПК "Барышский".

## Население
Постоянное население составляло 4 человека в 2002 году (75% русские), 5 по переписи 2010 года.

## Известные люди
- Жегалов Леонид Васильевич — Герой Советского Союза, жил и похоронен.